# Propebela turricula
Propebela turricula é uma espécie de gastrópode do gênero Propebela, pertencente a família Mangeliidae.